# De Wereld van Beau
De wereld van Beau was een Nederlands televisieprogramma van SBS6 waarin Beau van Erven Dorens subculturen ontdekt.
In het programma gaat Beau van Erven Dorens op zoek naar bijzondere belevenissen in onbekende werelden. In elke aflevering stelt Beau zichzelf een persoonlijke uitdaging en reist hiervoor de wereld af. Zijn doel is om andere subculturen te leren kennen en hier zelf ook in mee te doen voor een periode of één keer. Zo probeerde hij het Kanaal over te zwemmen en aan een optreden mee te doen bij de Chippendales.
Van oorsprong zou de serie al op 1 september 2010 worden uitgezonden. Maar dit kon niet doorgaan doordat Beau zijn rib brak tijdens de Canal Parade. Daardoor werd de serie uitgesteld naar het voorjaar van 2011. Op 6 juni na de eerste aflevering werd bekend dat de overige afleveringen naar een later tijdstip werden verschoven wegens de inhoud. De afleveringen werden tevens ingekort naar een half uur, welke voorheen één uur duurde. Op 31 december 2011 begon het 2e seizoen van De wereld van Beau met een oudejaarsconference.

## Seizoen 1

### Aflevering 1
De eerste aflevering ging over de wens van Beau om Het Kanaal over te zwemmen. Hij trainde onder leiding van Nederlands succesvolste marathonzwemster Edith van Dijk en haar schoonvader, trainer Jaap van Goor. Hier trainde hij twee maanden lang voor. Voordat hij probeerde Het Kanaal over te zwemmen slaagde hij erin om het IJsselmeer over te zwemmen. Uiteindelijk is zijn poging om het Kanaal over te zwemmen niet gelukt.

### Aflevering 2
In de tweede aflevering bezocht van Erven Dorens een optreden van de London Knights die in Nederland hun basis hebben. Zijn uiteindelijke doel was om mee te doen met een optreden van de Chippendales in de Verenigde Staten. Hij vloog hiervoor naar New York. Hij mocht daar auditie doen en werd toegelaten tot de Chippendales. Beau mocht een voorstelling meedraaien.

### Aflevering 3
Na de poging om het kanaal over te zwemmen en het strippen in Las Vegas duikt Beau in de derde aflevering onder in de wereld van het ballroomdansen... Hij komt alles te weten over de Engelse wals, de tango en de Weense wals. Hier trainde hij 2 maanden voor. Uiteindelijk deed hij mee met een danskampioenswedstrijd. Hier werd hij 6e van de 6 stelletjes.

### Aflevering 4
Na een paar rolletjes in Nederlandse films neemt Beau een kijkje in de Chinese filmindustrie en probeert daar een rol te bemachtigen. In Peking bezoekt hij de filmstudio’s en spreekt met Chinese acteurs. Beau staat ingeschreven bij een Chinees auditiebureau gespecialiseerd in buitenlandse acteurs en bezoekt hen, in de hoop dat ze al een audities voor hem hebben kunnen regelen. Hij heeft in 2 films meegespeeld in de periode dat hij in China was.

### Aflevering 5
Beau duikt in de wereld van de historische reconstructies, mensen die in hun vrije tijd tot in detail historische veldslagen naspelen. Beau reist naar het Britse Kelmarsh. Op het ‘Festival of History’ loopt hij in een Romeins pak midden tussen honderden mensen die zijn verkleed als Victoriaanse prinses, ridder of Romein. Terug in Nederland is Beaus missie om op de grootste historische reconstructie van Europa mee te mogen doen: Waterloo.

## Seizoen 2

### Aflevering 1
Beau onderzoekt de wereld van de komedie en sluit af met de ultieme uitdaging: een oudejaarsconference deze is op 31 december 2011 uitgezonden op SBS6. Hij leert van allerlei manieren om mensen aan het lachen te zetten en mensen te kunnen laten boeien. Helaas gaat het ook minder goed. Beau krijgt het moeilijk om inspiratie te krijgen en een goede show neer te kunnen zetten. Op het ergst heeft Beau live tijdens ruuddewild.nl een ruzie gemaakt met Ruud de Wild op Radio 538. Een dag later heeft hij zijn excuses aangeboden.

### Aflevering 2
Beau gaat twee weken lang op overlevingstocht op een onbewoond eiland. Dit eiland ligt voor de kust van Maleisië. Beau neemt zo min mogelijk spullen mee, maar wel drie camera's. Na twee dagen heeft hij het zwaar. Hij moet als nood een paar flesjes water vragen om verder te kunnen. Na tien dagen geeft hij het op. Hij gaat terug naar Nederland.

### Aflevering 3
Beau neemt een kijkje in de wereld van Pro Wrestling. Eerst gaat Beau op bezoek bij de Nederlandse worstelaar Emil Sitoci. Daarna gaat Beau naar Orlando om daar een speciale training te gaan krijgen van worstellegende Dory Funk Jr.. Als Beau in Nederland weer terugkomt, krijgt hij de laatste trainingen van Emil en andere trainers. Met proef op de som speelt Beau in een echte worstelwedstrijd.

### Aflevering 4
Beau wil graag uitproberen of hij 5 km kan schaatsen. Eerst krijgt Beau een training om op rolschaatsen te kunnen schaatsen. Ook leert hij de houdingen en de manieren daarvan. Daarna gaat Beau schaatsen op het ijs in het ijsstadion Thialf in Heerenveen. Als oefenwedstrijd schaatst Beau 5 km lang in een echte stadion. Beau krijgt later een idee. Hij gaat in Weissensee 200 km schaatsen en dat lukt met meer dan 10 uur.

### Aflevering 5
Beau gaat naar Las Vegas om daar te kunnen gokken. Daarvoor moet hij eerst een uitleg en instructies krijgen om te kunnen spelen. Daarna gaat Beau in verschillende casino's spelen en eventueel wat winst te krijgen.

### Aflevering 6
Beau gaat carnaval vieren in Breda. Daarmee gaat hij verkleed als een raar persoon.

### Aflevering 7
Beau gaat naar een uitvaartcentrum. Daarvoor krijgt hij een rondleiding en de rituelen van de uitvaart. Later wordt Beau voor een paar uurtjes in een grafkist begraven.

## Kijkcijfers

### Seizoen 1
| Aflevering   | Datum        | Kijkcijfer | Marktaandeel |
| ------------ | ------------ | ---------- | ------------ |
| Aflevering 1 | 5 juni 2011  | 815.000    | 12,7         |
| Aflevering 2 | 12 juni 2011 | 836.000    | 16,6         |
| Aflevering 3 | 19 juni 2011 | 802.000    | 18,1         |
| Aflevering 4 | 26 juni 2011 | 658.000    | 16,7         |
| Aflevering 5 | 3 juli 2011  | 513.000    | 10,9         |

### Seizoen 2
| Aflevering   | Datum            | Kijkcijfer | Marktaandeel |
| ------------ | ---------------- | ---------- | ------------ |
| Aflevering 1 | 31 december 2011 | 383.000    | 6,1          |
| Aflevering 2 | 13 februari 2012 | 501.000    | 6,6          |
| Aflevering 3 | 20 februari 2012 | 272.000    | 3,9          |
| Aflevering 4 | 27 februari 2012 | 324.000    | 4,7          |
| Aflevering 5 | 8 maart 2012     | 187.000    | 7,4          |
| Aflevering 6 | 15 maart 2012    | 112.000    | 6,5          |
| Aflevering 7 | 22 maart 2012    | 194.000    | 6,9          |